# Geert Van Bondt
Geert Van Bondt (Ninove, 18 de noviembre de 1970) es un ciclista belga que fue profesional de 1994 a 2004. Su victoria más destacada fue el triunfo en la Gante-Wevelgem en 2000. Desde 2017 es director deportivo del conjunto Quick-Step Alpha Vinyl Team.

## Palmarés
1996
- 2.º en el Campeonato de Bélgica en Ruta
- Gran Premio Stad Sint-Niklaas

1997
- 1 etapa del Circuito Franco-Belga

2000
- Gante-Wevelgem
- 1 etapa de la Vuelta a Dinamarca

2002
- 1 etapa de la Vuelta a Renania-Palatinado

## Resultados en Grandes Vueltas y Campeonatos del Mundo
| Carrera         | Carrera         | 1994 | 1995 | 1996 | 1997 | 1998 | 1999 | 2000  | 2001 | 2002 | 2003 | 2004 |
| --------------- | --------------- | ---- | ---- | ---- | ---- | ---- | ---- | ----- | ---- | ---- | ---- | ---- |
|                 | Giro de Italia  | —    | —    | —    | —    | Ab.  | —    | —     | —    | —    | —    | —    |
|                 | Tour de Francia | —    | —    | —    | —    | —    | —    | 118.º | —    | —    | —    | —    |
|                 | Vuelta a España | —    | —    | —    | —    | —    | 83.º | Ab.   | —    | —    | —    | —    |
| Mundial en Ruta | Mundial en Ruta | —    | Ab.  | Ab.  | Ab.  | —    | Ab.  | —     | —    | —    | —    | —    |

―: no participa

Ab.: abandono